# Point Lookout
Point Lookout er en halvø mellem Chesapeake Bay og Potomac-floden i Maryland, USA.
I 1862 blev der bygget et hospital i på halvøens spids, og nogenlunde samtidigt et fængsel, for de borgere i Maryland, der sympatiserede med sydstaterne i den amerikanske borgerkrig. I juli 1863 efter slaget ved Gettysburg i Pennsylvania etablerede regeringen i Washington D.C., krigsfangelejren Camp Hammond på halvøen. Lejren skulle huse de mange tusinde sydstatsfanger, der var taget under dette slag.
Lejren var bygget til at huse 9.600 fanger, men rummede mellem 12.600 og 20.000 fanger, flest mod krigens slutning i 1865. Fangerne boede typisk omkring 15 mand i telte, der var beregnet til 10, og mod slutningen af krigen, var der mange fanger, der end ikke fik tildelt et telt, men måtte sove under åben himmel, hvor tre til fire mand så delte et tæppe. Både om vinteren, hver der var meget koldt (gennemsnitstemperaturen i januar er -5, og temperaturer ned til -20 grader celsius er ikke unormalt), og om sommeren, hvor det var meget varmt (gennemsnitstemperaturen i juli ligger over 30 grader celsius)., gav dette store problemer for fangerne. Ikke mindst fordi kun de færreste havde særlig meget tøj at tage på. Når fangerne ankom til lejren, blev al den udrustning, som var erobret fra nordstatstropper (og det var faktisk det meste), taget fra dem.
Lejren var omgivet at et knap fem meter højt hegn af træ, med en udvendig løbegang, hvor der konstant gik bevæbnede vagter. Fem meter fra hegnet, var det opsat skilte, og de fanger, der kom inden for denne såkaldte ”dødszone”, blev øjeblikkeligt skudt af vagterne.
Mad var der ikke meget af. Den typiske dagsration bestod af fire kiks og en portion ærtesuppe. Fanger, der overlevede lejren fortalte, at mange spiste rotter og måger, som der var mange af i lejren, hvis de kunne fange dem. Også sygdomme, som tyfus, dysenteri og malaria plagede fangerne, og mange døde. Det nøjagtige tal kendes ikke. Massegravene, der blev etableret i forbindelse med fangelejren rummer knap 4.000 døde, som anerkendes af regeringen, men samtidige vurderinger taler om langt flere: helt op til 14.000 af de 50.000 fanger, som sad i lejren fra juli 1863 til dens lukning i juni 1865, skulle være døde.
38°02′15″N 76°19′19″V / 38.037625°N 76.321892°V